# Coelogyne barbata
Coelogyne barbata é uma espécie de orquídea (Orchidaceae) do Sudeste Asiático.